# District Line
District Line (engelska: the District line, 'District-linjen', 'Distriktslinjen') är en linje på Londons tunnelbana. Den har rötter i Metropolitan District Railway, invigd 1868.
Linjen har grön färg på tunnelbanekartan. Den är byggd nära ytan och flera stationer ligger ovan jord. Av 60 stationer totalt på linjen är 19 stycken under jord. De underjordiska stationerna finns i centrala delen av London. Två delar av linjen (Richmond och Wimbledon-grenen) går över Themsen med bro och inte i tunnel som övriga tunnelbanelinjer. District Line har flest stationer av alla Londons tunnelbanelinjer och anses utgöra ett helt "eget tunnelbanenät" enligt kännarna.
En omfattande förnyelse av vagnparken har skett helt nyligen, där de gamla D78-tågen ersattes av S7 tåg. De nyare tågen har en unik lösning med fri gångpassage genom hela tågen. S-tågen är så långa att alla dörrarna inte öppnas – tågen är längre än perrongerna – på vissa håll. Man uppmanas gå in i mitten av tåget där man kan kliva av istället.
Dessa nya tåg har även ersatt äldre rullande material på Circle Line, Hammersmith & City Line (C69 / C77-tågen) och Metropolitan Line (A60 / A62-tågen). De sista tågen av D78 typ slutade rulla i april 2017. Ett tågsätt finns bevarat på museum. "D" står för District Line. Vissa vagnar (enheter) håller även på att byggas om för att trafikera en linje/järnväg som kallas "VivaRail".

## Historia
District Line byggdes av Metropolitan District Railway (MDR) och öppnades i etapper från 1868. 
Linjen är byggd enligt "cut & cover-metoden", vilket innebär att man grävde ut sträckorna längs med befintliga gator. Ibland fick man riva hus för att ge plats åt tunnelbanelinjen. Då den delar riktigt gamla sträckor med andra liknande linjer som härstammar från tiden med ånglok finns öppna partier i det fria. Annars täcktes sträckorna över igen och gatorna återställdes och nya hus byggdes ovanpå. 
15 september 2017 skedde det islamistiska terrordådet Parsons Green train bombing(en) då en irakisk asylsökare placerade en hemmagjord sprängladdning placerades i en vagn vid stationen Parsons Green, på sträckningen mot Wimbledon. Då sprängladdningen endast delvis detonerade begränsades förstörerelsen. Men 29 personer sårades lätt av bomben. Vittnen uppgav att "ett eldklot" uppstod i vagnen. Flera blev lätt brännskadade och fick ansikten och hår svedda. Terrordådet är ett i raden, det 5:e under 2017 som drabbat Storbritannien och det första sedan 2005 på själva tunnelbanan.

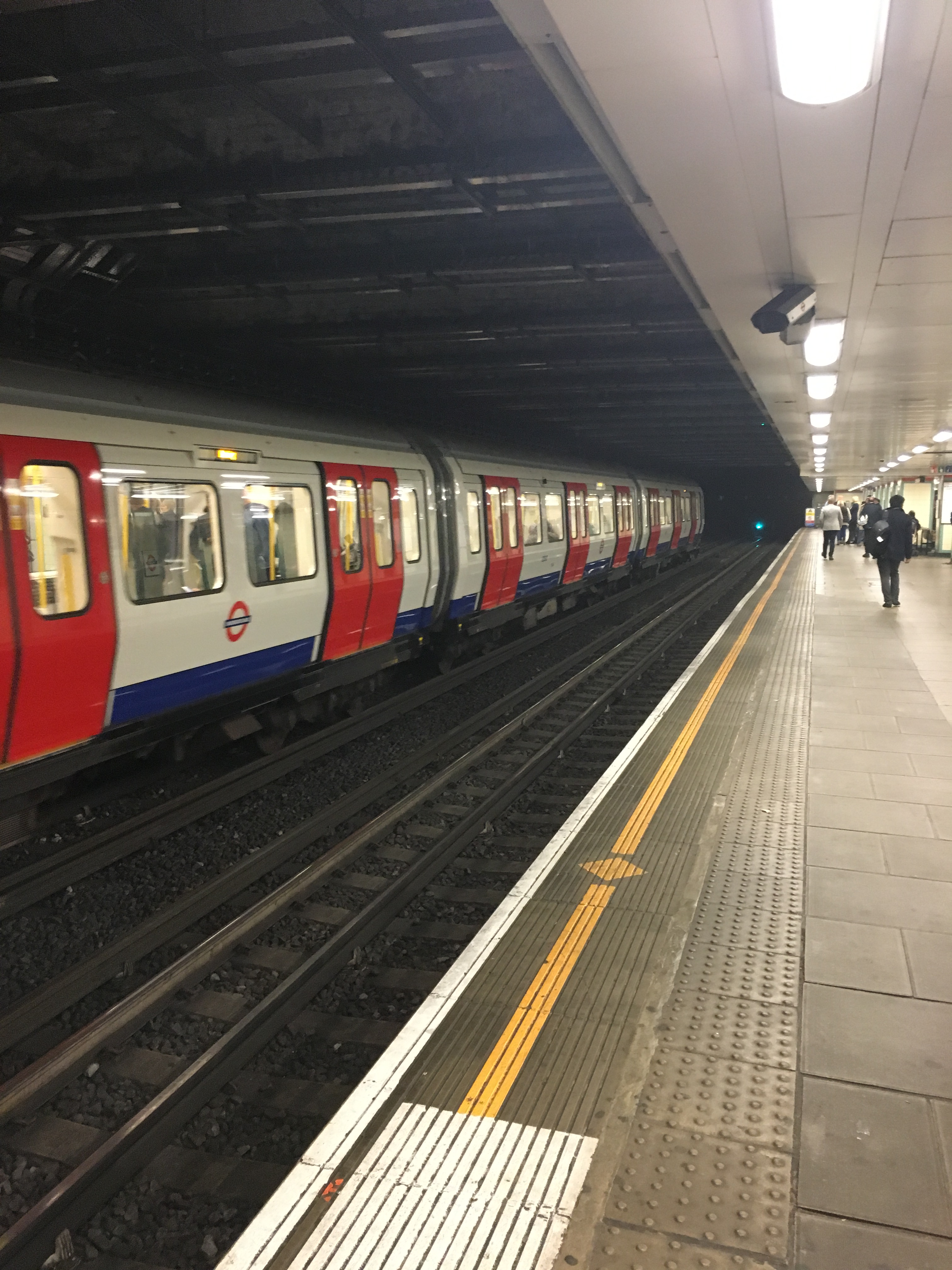
Ett S Stock tunnelbanetåg
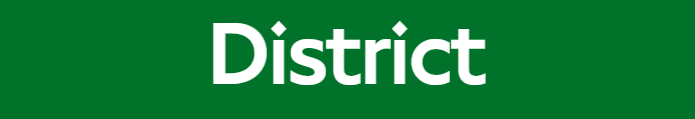
District line logo
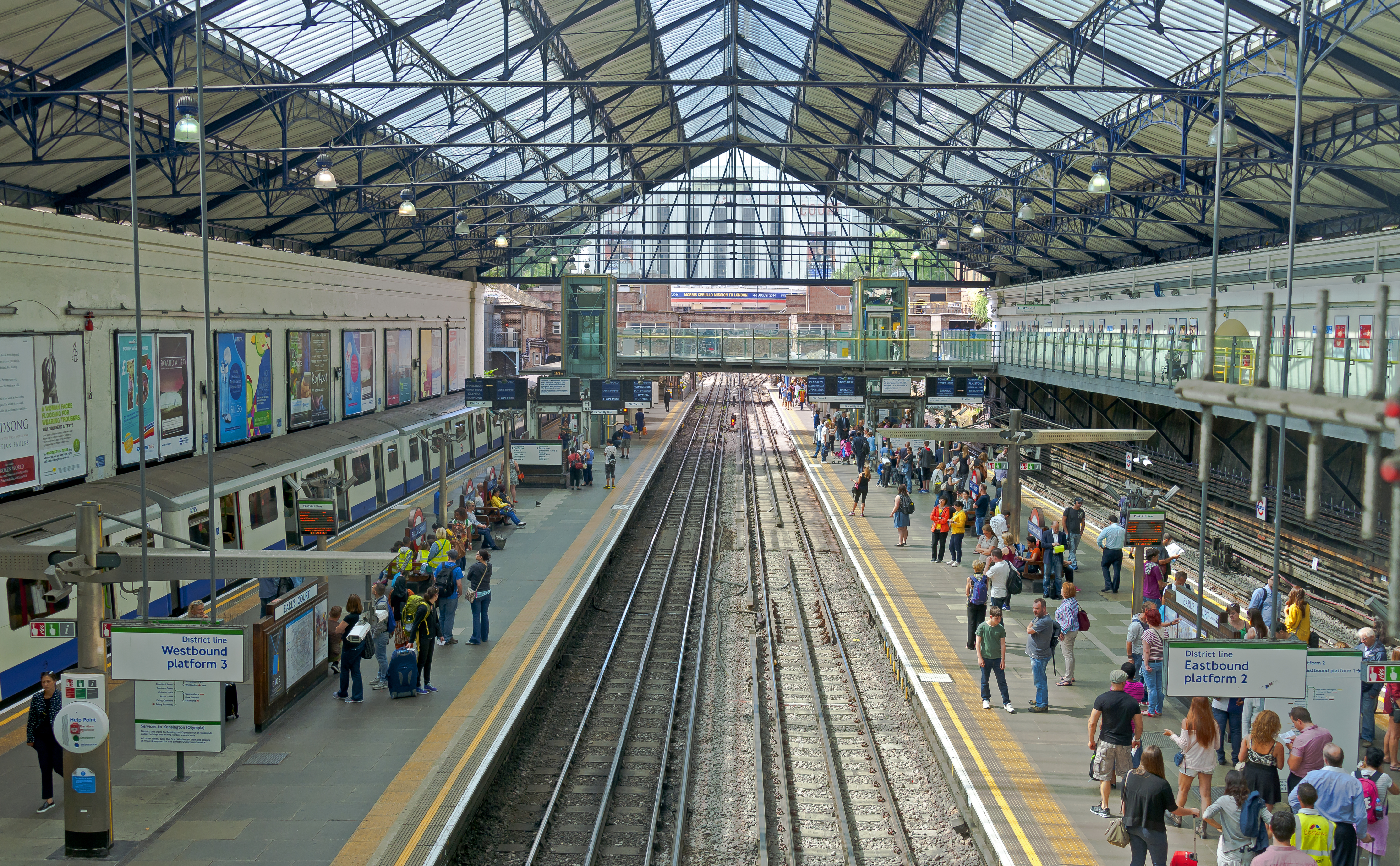
Earl's Court
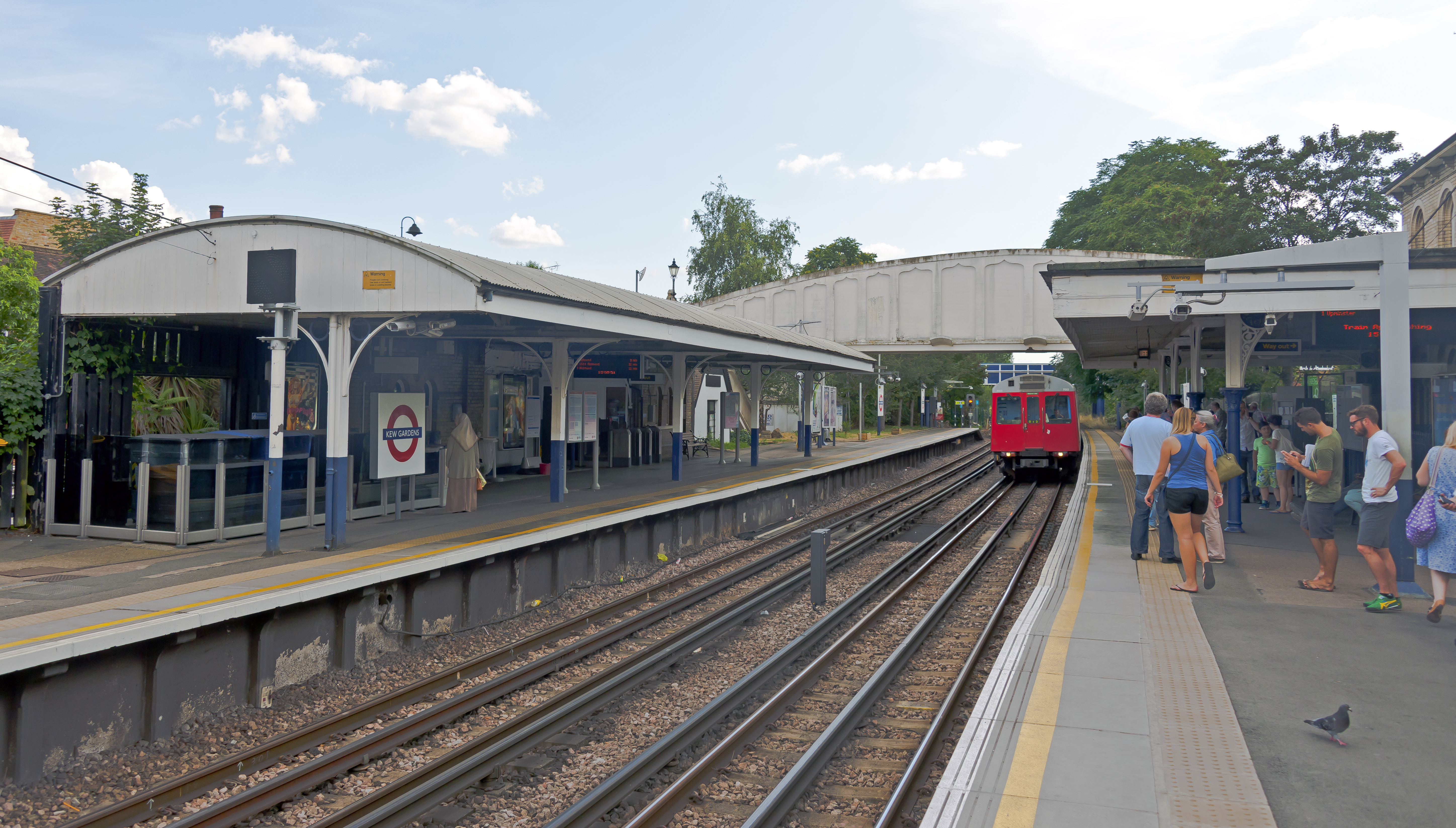
Kew Gardens